# Wahlbezirk Böhmen 60
Der Wahlbezirk Böhmen 60 war ein Wahlkreis für die Wahlen zum Abgeordnetenhaus im österreichischen Kronland Böhmen. Der Wahlbezirk wurde 1907 mit der Einführung der Reichsratswahlordnung geschaffen und bestand bis zum Zusammenbruch der Habsburgermonarchie.

## Geschichte
Nachdem der Reichsrat im Herbst 1906 das allgemeine, gleiche, geheime und direkte Männerwahlrecht beschlossen hatte, wurde mit 26. Jänner 1907 die große Wahlrechtsreform durch Sanktionierung von Kaiser Franz Joseph I. gültig. Mit der neuen Reichsratswahlordnung schuf man insgesamt 516 Wahlbezirke, wobei mit Ausnahme Galiziens in jedem Wahlbezirk ein Abgeordneter im Zuge der Reichsratswahl gewählt wurde. Der Abgeordnete musste sich dabei im ersten Wahlgang oder in einer Stichwahl mit absoluter Mehrheit durchsetzen. Der Wahlkreis Böhmen 60 umfasste die Gerichtsbezirke Chrudim und Časlau.
Aus der Reichsratswahl 1907 ging aus der Stichwahl der Agrarier František Šabata als Sieger hervor. Bei der Reichsratswahl 1911 setzte sich der Sozialdemokrat Ferdinand Jirásek in der Stichwahl durch.

## Wahlergebnisse

### Reichsratswahl 1907
Die Reichsratswahl 1907 wurde am 14. Mai 1907 (erster Wahlgang) sowie am 23. Mai 1907 (Stichwahl) durchgeführt.

#### Erster Wahlgang
| Kandidat                                                                       | Partei                                  | Wahlkreis- stimmen | Prozent |
| ------------------------------------------------------------------------------ | --------------------------------------- | ------------------ | ------- |
| František Šabata                                                               | Agrarier                                | 4747               | 38,3 %  |
| Ferdinand Jirásek                                                              | Tschechische Sozialdemokratische Partei | 4030               | 32,5 %  |
| Václav Hawelka                                                                 | Tschechische Agrarpartei                | 2840               | 22,9 %  |
| Václav Jeníček                                                                 | Tschechisch national-soziale Partei     | 593                | 4,8 %   |
| Ottokar Havelka                                                                | Jungtschechen                           | 157                | 1,3 %   |
|                                                                                | Sonstige Parteien                       | 32                 | 0,3 %   |
| Wahlberechtigte: 14.004, Ungültige/Leere Stimmen: 180, Wahlbeteiligung: 89,8 % |                                         |                    |         |

#### Stichwahl
| Kandidat                                                                       | Partei                                  | Wahlkreis- stimmen | Prozent |
| ------------------------------------------------------------------------------ | --------------------------------------- | ------------------ | ------- |
| František Šabata                                                               | Agrarier                                | 6370               | 55,5 %  |
| Ferdinand Jirásek                                                              | Tschechische Sozialdemokratische Partei | 5102               | 44,5 %  |
| Wahlberechtigte: 14.004, Ungültige/Leere Stimmen: 193, Wahlbeteiligung: 83,3 % |                                         |                    |         |

### Reichsratswahl 1911
Die Reichsratswahl 1911 wurde am 13. Juni 1911  sowie am 20. Juni 1911 (Stichwahl) durchgeführt.

#### Erster Wahlgang
| Kandidat                                                                       | Partei                                  | Wahlkreis- stimmen | Prozent |
| ------------------------------------------------------------------------------ | --------------------------------------- | ------------------ | ------- |
| František Hnídek                                                               | Tschechische Agrarpartei                | 4712               | 39,2 %  |
| Ferdinand Jirásek                                                              | Tschechische Sozialdemokratische Partei | 3687               | 30,7 %  |
| František Šabata                                                               | Tschechische Christlichsoziale Partei   | 3597               | 29,9 %  |
|                                                                                | Sonstige Parteien                       | 28                 | 0,2 %   |
| Wahlberechtigte: 14.515, Ungültige/Leere Stimmen: 217, Wahlbeteiligung: 84,3 % |                                         |                    |         |

#### Stichwahl
| Kandidat                                                                       | Partei                   | Wahlkreis- stimmen | Prozent |
| ------------------------------------------------------------------------------ | ------------------------ | ------------------ | ------- |
| Ferdinand Jirásek                                                              | Tschechische Agrarpartei | 5824               | 50,5 %  |
| František Hnídek                                                               | Tschechische Agrarpartei | 5707               | 49,5 %  |
| Wahlberechtigte: 14.515, Ungültige/Leere Stimmen: 267, Wahlbeteiligung: 81,3 % |                          |                    |         |